# Lípa srdčitá v Komořanech
Lípa srdčitá v Komořanech je památný strom, který roste v Praze 4 na soukromém pozemku u ulice Na Šabatce.

## Parametry stromu
- Výška (m): 16[1]
- Obvod (cm): 360
- Ochranné pásmo: ze zákona
- Datum prvního vyhlášení: 30.08.1998[2]
- Odhadované stáří: 190 let (k roku 2016)[3]

## Popis
Strom má mohutný kmen, který se postupně rozděluje ve více silných větví. Některé z těchto větví vedou vodorovně do značné délky, ostatní větve vedou vzhůru a tvoří vrchol košaté koruny. Jedna z větví vedoucí k obytnému domu byla amatérsky odstraněna a stala se otevřenou dutinou. Zdravotní stav lípy je dobrý.

## Historie
Lípa byla vysazena kolem roku 1825 a je posledním stromem z původní zahrady komořanského zámku.